# Тум (город)
Тум (нем. Thum) — город в Германии, в земле Саксония. Подчинён административному округу Кемниц. Входит в состав района Рудные Горы.  Население составляет 5528 человек (на 31 декабря 2010 года). Занимает площадь 18,89 км². Официальный код  —  14 1 71 320.
Город подразделяется на 3 городских района.